# Каетанович, Дионисий
Дионисий Каетанович (пол. Dionizy Kajetanowicz, укр. Діонісій Каетанович, арм. Դիոնիսի Կաետանովիչ, 1878—1954) — священник Римо-Католической и Армяно-Католической Церкви.

## Биография
Родился 8 апреля 1878 года в семье Каетана Каетановича и Марии, урождённой Зайончковской, в селе Тышковцы Городенковского уезда Королевства Галиции и Лодомерии Австро-Венгрии. В 1896 году вступил в орден францисканцев (монашеское имя — Роман). С 1903 года — священник (латинского обряда, рукоположён в сан архиепископом Львовским св. Иосифом Бильчевским), в последующие годы — вице-магистр клириков в Кракове, настоятель прихода в Ярославе. В 1908 году вышел из ордена и был переведён в армянский обряд Католической церкви, выполнял обязанности кафедрального викария и катехизатора армянокатолической архиепархии во Львове. С 1911 года — администратор, с 1912 — настоятель армянокатолического прихода в Снятыне, в годы Первой мировой войны спас местную церковь от уничтожения. С 1918 года — почётный каноник, c 1922 — настоятель и декан львовского армянокатолического прихода, с 1933 года — инфулат. Также в 1922—1930 годах служил катехизатором в школе армянских сестёр-бенедиктинок, затем стал директором школы и куратором «Армянской бурсы». С 1930 года — вице-президент Союза армян Львовской архиепархии. В 1920-30-е годы возглавлял общество, которое строило дом для пожилых и одиноких лиц, стал соучредителем и главным редактором газеты «Посланец св. Григория» и научного ежемесячника «Григориана», писал исследование о Снятыне — «На пути истории» и путеводитель «Армянский кафедральный собор и его окружение», переводил на польский язык текст литургии армянского обряда. Каетанович оказывал содействие приезду в Польшу священников из Армении, а клириков Львова направлял на обучение в Папский армянский коллегиум в Риме; стремясь вернуться к истокам армянской литургии и наладить связь между армянами Польши и армянскими общинами Ближнего Востока, в 1933 году посетил Бейрут и Константинополь, откуда привёз литургические мелодии и подробные описания различных обрядов.
4 декабря 1938 года скончался армянокатолический архиепископ Львова Юзеф Теодорович. Выполняя свои обязанности как кафедрального викария, о. Каетанович созвал съезд 18 армянских священников из 9 приходов, которые должны были выбрать троих кандидатов на место покойного ординария. Больше всего голосов (11) получил сам о. Каетанович. Результаты голосования были отосланы в Рим, но ответа получено не было, поскольку началась Вторая мировая война. О. Каетанович остался администратором архиепархии, но в епископский сан посвящён так и не был (армянокатолическая кафедра Львова остаётся вакантной с 1938 года и по сей день).
На этом посту он оставался и в годы советской, а затем немецкой оккупации. 13 апреля 1943 года был арестован гестапо за укрывание евреев. От неминуемой гибели его спасло лишь заступничество митрополита Андрея Шептицкого, который уплатил огромный денежный залог.
27 ноября 1945 года арестован советскими органами. Обвинён в «нежелании переходить в православие» и «коллаборационизме», 9 марта 1946 года по Постановлению Военного трибунала войск НКВД Львовской области приговорён по ст. 54-1 «а» и 54-11 УК УССР к 10 годам ИТЛ и 5 годам поражения в правах. Отправлен в «Особлаг» Сталинской области. В начале 1950 года переведён в Минеральный ИТЛ (г. Инта), куда прибыл 18 апреля. В лагерях много писал, главным образом — поэзию на польском и латинском языках, а также религиозные труды. 18 ноября 1954 года, незадолго до освобождения, умер в лагере «от невыясненных причин» (по мнению некоторых исследователей — отравлен). 20 ноября похоронен на кладбище посёлка Абезь Коми АССР при одноимённом лагере. Реабилитирован украинскими органами 10 августа 1994 года.
Символическая могила о. Дионисия Каетановича находится на Раковицком кладбище Кракова. На стене армянского кафедрального собора во Львове имеется фреска «Тайная вечеря» работы польского художника Яна Генрика Розена, придавшего черты о. Каетановича св. евангелисту Матфею.